# Ellsworth Township (Iowa)
Ellsworth Township est un township, du comté d'Emmet en Iowa, aux États-Unis,,.

## Source de la traduction
- (en) Cet article est partiellement ou en totalité issu de l’article de Wikipédia en anglais intitulé « Ellsworth Township, Emmet County, Iowa » (voir la liste des auteurs).